# Fahrzeugfabrik Kannenberg
Die Fahrzeugfabrik Kannenberg KG (FAKA) war ein deutsches Unternehmen des Fahrzeugbaus bzw. Karosseriebaus, das vor allem als Hersteller von Omnibussen bekannt wurde.

## Geschichte
Das Unternehmen wurde 1923 von Kurt Kannenberg in Danzig gegründet. Später entstanden Niederlassungen in Stettin und Posen.
Nach dem Zweiten Weltkrieg wurde das Unternehmen in Salzgitter neu gegründet. Zunächst wurden Reparaturen ausgeführt und ab etwa 1948 auch Anhänger gebaut. Wenig später entstanden die ersten Omnibus-Aufbauten auf Fahrgestellen von Henschel, Büssing und Hanomag. 1954 stellte man im Auftrag des Busunternehmers Willi Hohmann den ersten Komplettbus „FAKA-Leichtbus SK 4,5“ vor. Angetrieben wurde er von einem Henschel-Dieselmotor, der quer im Heck eingebaut war.
Im Jahr 1958 übernahm FAKA die Produktionsstätten von Hermann Harmening in Bückeburg. Dort setzte man die Fertigung des von Harmening entwickelten HKB-Clubbusses unter eigenem Namen fort. 1960 wurde die Busherstellung jedoch eingestellt. Produziert wurden nur noch Wechselpritschen und Container. 1973 wurde FAKA von den Fahrzeugwerken Kögel übernommen und als Werk Bückeburg weitergeführt.

## Bau von Motorrollern
Ab 1952 führte Kannenberg die Produktion der Walba-Motorroller mit geringen Änderungen bis etwa 1957 fort. Es gab das Modell „Tourist“ mit 147-cm³-ILO-Dreigang-Motor, 6,7 PS bei 5000/min, und mechanisch betätigten Bremsen sowie den „Commodore“ mit 173- und wahlweise 197-cm³-ILO-Viergang-Motor, 7,6 PS bei 5000/min, mit hydraulischen Bremsen. Der 200er Commodore hatte einen elektrischen Anlasser. Markant ist der Lufteinlass im Fußraum, er wurde von den verwandten Walba-Typen übernommen; auch die hydraulische Bremse hatte es bereits bei Walba gegeben. (Walba hatte ursprünglich einfachere Roller mit 118-cm³-Motor im Programm, und der Walba Tourist hatte einen 147-cm³-Motor.) Alle FAKA-Roller haben Fußschaltung, und das Fahrwerk wurde in der Werbung so beschrieben: „Doppelteleskop-Vorderradfederung, Hinterradfederung durch Schwinger gestützt auf einem Gummifederelement“. Fotos zeigen, dass die Achsen nur einseitig eingespannt waren (wie bei der Riedel Imme R 100).
Kannenberg stellte auch Lastendreiräder und Motor-Rikschas her. Ein 150-cm³-Motor (Sachs oder Ilo) war über dem an einer Parallelogrammgabel aufgehängten Vorderrad angebaut und übertrug die Kraft mittels Kette. Im Gegensatz zum Roller wurde von Hand geschaltet. Hinten hatte das Lastendreirad eine Pendelachse mit Schraubenfedern.
Ein komplett restauriertes, fahrfähiges FAKA-Lastendreirad befindet sich im Bestand des Städtischen Museums Schloss Salder.